# Verleihung des Nestroy-Theaterpreises 2024
Die Nestroyverleihung 2024 ist die 25. Verleihung des Nestroy-Theaterpreises. Diese fand am 24. November 2024 im Volkstheater in Wien statt und wurde auf ORF III zeitversetzt übertragen.

## Geschichte
Moderatoren der Preisverleihung waren wie bei der Verleihung 2023 Nadja Bernhard und Peter Fässlacher. Musikalisch begleitet wurde der Abend von Gabriel Cazes and the Nestroy Circus Band. Das Buch für die Gala verfassten Nils Strunk und Lukas Schrenk, die Regie übernahm wieder André Turnheim.
Die Gewinner der Kategorie Lebenswerk wurde im Vorfeld am 22. Oktober 2024 gleichzeitig mit den Nominierungen bekannt gegeben.
Die Jury setzte sich 2024 aus folgenden Personen zusammen: Alexandra Althoff (Vorsitz), Margarete Affenzeller, Karin Cerny, Sonja Harter, Wolfgang Kralicek, Martin Thomas Pesl, Julia Schafferhofer und Susanna Schwarzer.

## Ausgezeichnete und Nominierte 2024
Anmerkung: Es sind alle Nominierten des Jahres angegeben, der Gewinner steht immer zuoberst. Die Verleihung des Nestroy 2024 bezieht sich auf die Theatersaison 2023/24.
| Meiste Nestroys:      | keine Produktion konnte mehr als einen Nestroy gewinnen |
| Meiste Nominierungen: | Von einem Frauenzimmer (4 Nominierungen)                |

### Beste deutschsprachige Aufführung
Anthropolis I–V – Inszenierung Karin Beier – Deutsches Schauspielhaus Hamburg
ja nichts ist ok – Inszenierung René Pollesch und Fabian Hinrichs – Volksbühne am Rosa-Luxemburg-Platz Berlin
Übergewicht, unwichtig: Unform – Inszenierung Rieke Süßkow – Staatstheater Nürnberg

### Beste Bundesländer-Aufführung
Von einem Frauenzimmer – Inszenierung Anne Lenk – Schauspielhaus Graz
Freiheit in Krähwinkel – Inszenierung Moritz Franz Beichl – Tiroler Landestheater
Tom auf dem Lande – Inszenierung Sara Ostertag – Landestheater Linz

### Beste Regie
Kornél Mundruczó – Parallax – Proton Theatre, Wiener Festwochen
Lucia Bihler – Die Verwandlung – Burgtheater/Akademietheater
Anne Lenk – Von einem Frauenzimmer – Schauspielhaus Graz

### Beste Ausstattung
Victoria Behr (Kostüme) und Pia Maria Mackert (Bühne) – Die Verwandlung – Burgtheater/Akademietheater 
Mira König (Bühne & Kostüme) – Der Nebel von Dybern – Theater Nestroyhof Hamakom
Mehmet & Kazim (Bühne & Videoanimation) – Sonne / Luft – Schauspielhaus Graz, Steirischer Herbst

### Beste Schauspielerin
Julia Edtmeier – Amadeus (Mozart) – Volkstheater in den Bezirken und Bronski & Grünberg Theater
Paulina Alpen – Die Verwandlung (Gregor Samsa) – Burgtheater/Akademietheater
Bettina Lieder – Malina – Volkstheater
Birgit Minichmayr – Heldenplatz – Burgtheater
Anna Rieser – Prima Facie – Volkstheater/Dunkelkammer

### Bester Schauspieler
Claudius von Stolzmann – Der Himbeerpflücker (Zagl) – Theater in der Josefstadt/Kammerspiele der Josefstadt
Simon Kirsch – Von einem Frauenzimmer (Baron Düval) – Schauspielhaus Graz
Roland Koch und Michael Maertens – Der einsame Westen (Coleman / Valene Connor) – Burgtheater/Akademietheater
Maximilian Thienen – Der Verein (Erzähler) – Schauspielhaus Wien
Mervan Ürkmez – Nestbeschmutzung – Kosmos Theater und Schwabgasse 94 – Eine Hommage an Werner Schwab (Herrmann) – Schauspielhaus Graz

### Beste Nebenrolle
Christoph Luser – Jedermann (Guter Gesell / Teufel) – Salzburger Festspiele
Anna Klimovitskaya – Von einem Frauenzimmer (Fränzchen) – Schauspielhaus Graz
Sophia Löffler – Der Verein (Mutter) – Schauspielhaus Wien
Dörte Lyssewski – Jedermann (Armer Nachbar / Werke) – Salzburger Festspiele
Lore Stefanek – Leben und Sterben in Wien (Die Alte) – Theater in der Josefstadt

### Bester Nachwuchs(Schauspiel)
Irem Gökçen – Der Diener zweier Herren (Clarice) – Volkstheater
- Lukas Vogelsang – Peer Gynt – Burgtheater/Kasino am Schwarzenbergplatz
- Ludwig Wendelin Weißenberger – Biloxi Blues (Arnold Epstein) – Theater der Jugend und FurchtBlasen – Theater Nestroyhof Hamakom

### Bester Nachwuchs(Musik, Autor, Bühne und Kostüm)
Leonie Lorena Wyss (Autorin) – Muttertier – Burgtheater/Vestibül und Drama Forum Graz
Nadine Cobbina (Kostüme) – Minihorror – diverCitylab und Theater am Werk
Lukas Michelitsch (Regie) – Die Party. Eine Einkreisung – Schauspielhaus Graz

### Beste Off-Produktion
Nestbeschmutzung – Felix Hafner, Jennifer Weiss, Anna Wielander – Kosmos Theater
Das große Heft – Inszenierung Jacqueline Kornmüller – wenn es soweit ist und Odeon
Minihorror – Inszenierung Aslı Kışlal – diverCitylab und Theater am Werk

### Bestes Stück – Autorenpreis
Magdalena Schrefel mit Valentin Schuster – Die vielen Stimmen meines Bruders – Schauspielhaus Wien, Kosmos Theater und Kunstfest Weimar
Steffen Link – Der Verein – Schauspielhaus Wien
Ferdinand Schmalz – hildensaga. ein königinnendrama – Burgtheater/Akademietheater

### Spezialpreis
Oskar Werner – Kompromisslos in die Wiedergeburt von und mit Bernhard Dechant – Inszenierung Sophie Resch – Die schweigende Mehrheit und Odeon/Spitzer
Boji – In the State of Fire and Miracles – Franz von Strolchen – Theater am Lend Graz und Theaterland Steiermark
Lass uns die Welt vergessen – Volksoper 1938 von Theu Boermans und Keren Kagarlitsky – Volksoper Wien

### Lebenswerk
Felix Mitterer

### Publikumspreis
Tom Neuwirth
Philipp Hochmair, Kim de l’Horizon, Maria Köstlinger, Mira Lu Kovacs, Sona MacDonald, Julia Stemberger, Erwin Steinhauer, Marie-Luise Stockinger und Yasmo

## Publikationen
- 2024: Sapperment! 25 Jahre Nestroy-Preis. Ein Stück österreichisches Gegenwartstheater, herausgegeben von Margarete Affenzeller, Wolfgang Kralicek und Petra Paterno, Molden Verlag, Wien 2024, ISBN 978-3-222-15139-2.[8]